# كاميلو مايادا
كاميلو مايادا (بالإسبانية: Camilo Mayada)‏ (8 يناير 1991 في الأوروغواي - ) هو لاعب كرة قدم أوروغواني في مركز الوسط. شارك مع منتخب الأوروغواي تحت 20 سنة لكرة القدم ومنتخب الأوروغواي لكرة القدم. أما مع النوادي، فقد لعب مع ريفر بليت ونادي دانوبيو.

## روابط خارجية
- كاميلو مايادا على موقع الاتحاد الدولي (مؤرشف)  (الإنجليزية)
- كاميلو مايادا على موقع إي إس بي إن إف سي (الإنجليزية)
- كاميلو مايادا على موقع قاعدة بيانات كرة القدم.إي يو (الإنجليزية)
- كاميلو مايادا على موقع ناشيونال فوتبول تيمز (الإنجليزية)
- كاميلو مايادا على موقع Soccerway.com (الإنجليزية)
- كاميلو مايادا على موقع عالم كرة القدم.نت (الإنجليزية)
- كاميلو مايادا على موقع AS.com (الإسبانية)